# Galerie Crystal Ball
Die Galerie Crystal Ball ist ein Ausstellungsraum für Gegenwartskunst und Performance in Berlin-Kreuzberg. Crystal Ball wurde im März 2007 eröffnet und von Manfred Kirschner mit wechselnder Assistenz in Kollaborationen geleitet. 2014 übernahm Lydia Karstadt die Leitung mit ähnlicher Konzeption.
Im Jahr 2020 bekam Crystal Ball den Preis des Berliner Senats, die Auszeichnung für künstlerische Projekträume und Initiativen. Im September 2020 nahm Crystal Ball an der Berlin Art Week teil.

## Programm/Konzeption
Crystal Ball zeigt Künstlerpositionen und Ausstellungsformate, veranstaltet Salons und Inszenierungen, in denen der Ort selbst auch als Material dienen kann.

## Künstler
Die Galerie Crystal Ball zeigt weniger bekannte wie international bekannte Künstler, darunter: Jim Avignon, Françoise Cactus, Claudia Christoffel, Roland Eckelt, Evita Emersleben, Elke Graalfs, Brezel Göring, Christian Haake, Henrik Jacob, Manfred Kirschner, Kirsty Kross, Lothar Lambert, Isolde Loock, Martin Mindermann, Max Müller, Wolfgang Müller, Pia E. van Nuland, Sigrun Paulsen, Magnús Pálsson, Gabriele Regiert und Stefan Stricker.